# Basar de Tabriz
El basar de Tabriz (persa: بازار تبریز) és un mercat històric cobert situat al centre de la ciutat de Tabriz, a l'Iran. Es tracta d'un dels més antics de l'Orient Mitjà, amb quasi mil anys d'antiguitat, i és patrimoni de la Humanitat des del 2010.

## Història
Tabriz ha estat un indret d'intercanvi cultural des de l'antiguitat, i el seu històric basar és un dels centres comercials més importants de la Ruta de la Seda; ja va ser esmentat pel viatger venecià Marco Polo, qui va afirmar que va travessar-lo mentre recorria la famosa ruta. Des del primer període d'urbanisme iranià a partir de l'islam sempre hi ha hagut un basar en aquest lloc.
Situat en el centre de la ciutat, l'estructura del complex consisteix en diversos sub-basars, tals com el basar Amir (per a or i joieria), Mozzafarieh (un basar per a catifes, classificades per mida i tipus de nus), el de calçat, i molts altres per a diversos productes, com ara articles per a la casa.
Tabriz i el seu basar van gaudir del seu moment més pròsper durant el segle xvi, quan la ciutat va esdevenir la capital de l'Imperi safàvida. La ciutat va perdre el seu estatus de capital el segle següent, però malgrat això el basar ha romàs el nucli econòmic tant de la ciutat com del nord-oest del país.
El basar també ha estat un lloc de rellevància política, i en podem destacar la seva importància durant la revolució constitucional persa en el segle passat i la revolució islàmica en l'època actual.
L'any 2000, l'Organització Iraniana de Patrimoni Històric va iniciar un projecte de restauració del basar, amb la total participació del propietaris de les parades, projecte que va guanyar el Premi Aga Khan d'Arquitectura l'any 2013. El basar va ser registrat com a patrimoni de la Humanitat per la Unesco l'any 2010.
El 9 de maig del 2019 al vespre va tenir-hi lloc un incendi, que va causar 16 ferits i desperfectes en unes 150 de les 5.500 botigues del complex. El basar ja havia viscut diversos incendis durant els darrers anys a causa de no tenir en compte les mesures de seguretat. Dos dies més tard el nombre de ferits va ascendir a 19 i els desperfectes materials van ser valorats per un import d'1,28 milions de dòlars.